# El Jardín (Salta)
El Jardín es una localidad del noroeste de la Argentina, en el Departamento La Candelaria, provincia de Salta.
Conocida por toda la provincia, por su comida regional La Guatia, habiendo un festival en honor a esta comida.
24 de septiembre fiesta patronal de la Virgen De La Merced
Su potencial económico número 1 es el tabaco que es 80 % de lo que siembra en la zona .

## Toponimia
Su nombre se debe a las flores silvestres que en primavera adornan las serranías boscosas de los alrededores de la localidad.

## Ubicación
Está situada en el sur de la provincia aproximadamente a 250 km de la capital provincial, a la que la une la ruta nacional 9.

## Población
Contaba con 1,022 habitantes (Indec, 2001), lo que representa un incremento del 83,5% frente a los 557 habitantes (Indec, 1991) del censo anterior.

## Ntra. Sra. de la Merced
- Capilla

## Defensa Civil

### Sismicidad
La sismicidad del área de Salta es frecuente y de intensidad baja, y un silencio sísmico de terremotos medios a graves cada 40 años.
- Sismo de 1930: aunque dicha actividad geológica catastrófica, ocurre desde épocas prehistóricas, el terremoto del 24 de diciembre de 1930 (94 años),[3] señaló un hito importante dentro de la historia de eventos sísmicos salteños, con 6,4 Richter. Pero nada cambió extremando cuidados y/o restringiendo códigos de construcción.[2]
- Sismo de 1948: el 25 de agosto de 1948 (76 años) con 7,0 Richter, el cual destruyó edificaciones y abrió numerosas grietas en inmensas zonas[3][2]
- Sismo de 2010: el 27 de febrero de 2010 (15 años) con 6,1 Richter